# قطره‌های باران
قطره‌های باران آلبوم موسیقی سنتی ایرانی با آهنگسازی کیخسرو پورناظری، تهمورس پورناظری و سهراب پورناظری و با صدای علیرضا قربانی، شامل ۱۲ قطعه با اشعاری از پرتو کرمانشاهی، مولانا و محمدعلی بهمنی است. این دومین همکاری گروه شمس (پورناظری‌ها) و علیرضا قربانی بعد از آلبوم بر سماع تنبور است.
این آلبوم بعد از انتشار جزو پرفروش‌ترین آلبوم‌های سال ۹۳ قرار گرفت.

## انتشار
آلبوم در سال ۱۳۸۷ تولید شد اما به دلایلی منتشر نشد. در سال ۱۳۹۳ و در پی انتشار آلبوم توسط انتشارات سروش، به درخواست آهنگسازان آن بازسازی، ضبط و تنظیم دوباره روی این اثر براساس کنسرت‌های مشترک گروه شمس و علیرضا قربانی در سال ۱۳۸۹ انجام گرفت و سرانجام در تاریخ ۱۰ بهمن ۱۳۹۳ به‌طور رسمی توسط انتشارات ایران گام منتشر شد.

## قطعات
| شماره      | نام                                 | سراینده        | آهنگساز                 | تنظیم کننده     | مدت   |
| ---------- | ----------------------------------- | -------------- | ----------------------- | --------------- | ----- |
| ۱.         | «قطره‌های باران»                     | پرتو کرمانشاهی | تهمورس پورناظری         | سهراب پورناظری  | ۰۵:۵۵ |
| ۲.         | «در زیر چتر باران»                  | پرتو کرمانشاهی | تهمورس پورناظری         | تهمورس پورناظری | ۰۲:۰۱ |
| ۳.         | «تا بیکران»                         | پرتو کرمانشاهی | تهمورس پورناظری         | تهمورس پورناظری | ۰۵:۴۶ |
| ۴.         | «پرتو باران»                        | پرتو کرمانشاهی |                         |                 | ۰۱:۳۳ |
| ۵.         | «تکنوازی سه‌تار»                     |                | سهراب پورناظری          |                 | ۰۲:۲۶ |
| ۶.         | «آواز باران»                        | پرتو کرمانشاهی | تهمورس پورناظری         |                 | ۰۳:۳۲ |
| ۷.         | «سلسله‌دار»                          | پرتو کرمانشاهی | کیخسرو پورناظری         | سهراب پورناظری  | ۰۷:۳۱ |
| ۸.         | «جان و جهان» (غزل شماره ۵۵۱ ۲۱)     | مولانا         | تهمورس پورناظری         | سهراب پورناظری  | ۰۶:۳۷ |
| ۹.         | «نقش فرش دل»                        | محمدعلی بهمنی  | کیخسرو پورناظری         | سهراب پورناظری  | ۰۳:۳۰ |
| ۱۰.        | «عاشقان» (غزل شماره ۲۱۳۰)           | مولانا         | تهمورس پورناظری         | سهراب پورناظری  | ۰۶:۱۵ |
| ۱۱.        | «رامشگر» (رباعی شماره ۱۱۶۷ ۱۱۶۸۳۲۶) | مولانا         | تهمورس و سهراب پورناظری |                 | ۰۹:۲۸ |
| ۱۲.        | «ای دل» (غزل شماره ۱۷۹۷)            | مولانا         | براساس ملودی حمید متبسم | تهمورس پورناظری | ۰۵:۱۴ |
| مجموع مدت: | مجموع مدت:                          | مجموع مدت:     | مجموع مدت:              | مجموع مدت:      | ۵۹:۵۳ |

- قطعات ۲ و ۴ شامل دکلمه‌های پرتو کرمانشاهی می‌باشد.
- قطعهٔ ۹، در کنسرت‌های مشترک اجرا نشده و در آلبوم اضافه شده‌است. این قطعه همچنین تیتراژ پایانی سریال وضعیت سفید به کارگردانی حمید نعمت‌الله است.[۶]
- قطعهٔ ۱۲، بر اساس ملودی قطعهٔ «ونوشه» از آلبوم بامداد ساختهٔ حمید متبسم است.[۷][۸]

## نوازندگان
- سهراب پورناظری: کمانچه، سه تار، دوتار
- تهمورس پورناظری: تار، بربط، دف
- مهیار طریحی: سنتور
- کاوه گرایلی: سه تار
- امی ویلکیز: چنگ
- استفنی بیبو: ویلن
- فیلپ برزینا: ویلن
- پیام طونی: ویلن، ویولا
- تینا جامه‌گرمی: ویلن (سولو)
- امید اسدی: ویولا
- سورن ساتر: ویلنسل
- اسکات پادن: کنترباس
- شهاب پارنج: کوبه‌ای
- همایون نصیری: کوبه‌ای
- آیین مشکاتیان: کوبه‌ای
- سایوری شفیعی: کلارینت
- آرین کشیشی: گیتارباس

## جوایز و افتخارات

### جشنواره موسیقی فجر
| دوره                                 | رده                        | نتیجه    | منبع   |
| ------------------------------------ | -------------------------- | -------- | ------ |
| سی و یکمین جشنواره موسیقی فجر (۱۳۹۴) | خواننده موسیقی ایرانی      | برنده    | [ ۹ ]  |
| سی و یکمین جشنواره موسیقی فجر (۱۳۹۴) | آهنگسازی موسیقی ایرانی     | نامزدشده | [ ۱۰ ] |
| سی و یکمین جشنواره موسیقی فجر (۱۳۹۴) | آلبوم موسیقی ایرانی باکلام | نامزدشده | [ ۱۰ ] |

### جشن موسیقی ما
| جشنواره                    | رده                                                                     | نتیجه    | منبع   |
| -------------------------- | ----------------------------------------------------------------------- | -------- | ------ |
| سومین جشن موسیقی ما (۱۳۹۴) | بهترین آلبوم موسیقی اصیل و معاصر ایرانی (بخش کارشناسی)                  | برنده    | [ ۱۱ ] |
| سومین جشن موسیقی ما (۱۳۹۴) | بهترین قطعه موسیقی معاصر و سنتی ایرانی (بخش کارشناسی) برای قطعه «ای دل» | نامزدشده | [ ۱۲ ] |
| سومین جشن موسیقی ما (۱۳۹۴) | بهترین آهنگسازی موسیقی معاصر و سنتی                                     | نامزدشده | [ ۱۲ ] |

## استفاده از قطعات آلبوم و حواشی
در سال ۹۴، استفاده از یکی از قطعات این آلبوم در سریال تنهایی لیلا به کارگردانی محمد حسین لطیفی با اعتراض شدید تهمورس پورناظری، آهنگساز این آلبوم رو به رو شد و وی آهنگساز این سریال، کارن همایونفر را مقصر این موضوع دانست. اما کارن همایونفر به این موضوع واکنش نشان داد و در مصاحبه‌های خود با خبرگزاری مهر و سایت موسیقی ما عنوان کرد که موسیقی‌های متن و تیتراژ پایانی سریال ساختهٔ خود او هستند و امضای او را دارند و استفاده قطعاتی از اشخاص دیگر به تهیه‌کننده سریال مرتبط است. کمی بعد تهیه‌کننده سریال، محمدرضا شفیعی در گفتگو با خبرگزاری مهر در این باره گفت که این آلبوم توسط انتشارات سروش منتشر شده و تمام مالکیت آن به این سازمان صدا و سیما تعلق دارد. همچنین آهنگسازان این آلبوم حقوق مادی و معنوی مالکیت خود را از سازمان صدا و سیما دریافت کرده‌اند. استفاده از قطعه‌های آلبوم نیز به خواست خود وی بوده و کارن همایونفر در این مسئله نقش نداشته‌است.